# Jack Ingram (Countrysänger)

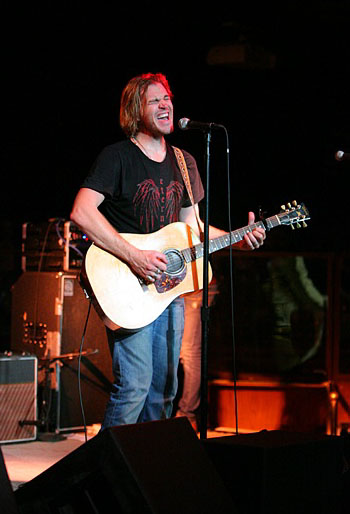
Jack Ingram am 23. Juli 2006 im The Graduate in San Luis Obispo, Kalifornien

Jack Ingram (* 15. November 1970 in Houston, Texas) ist ein US-amerikanischer Country-Sänger.

## Anfänge

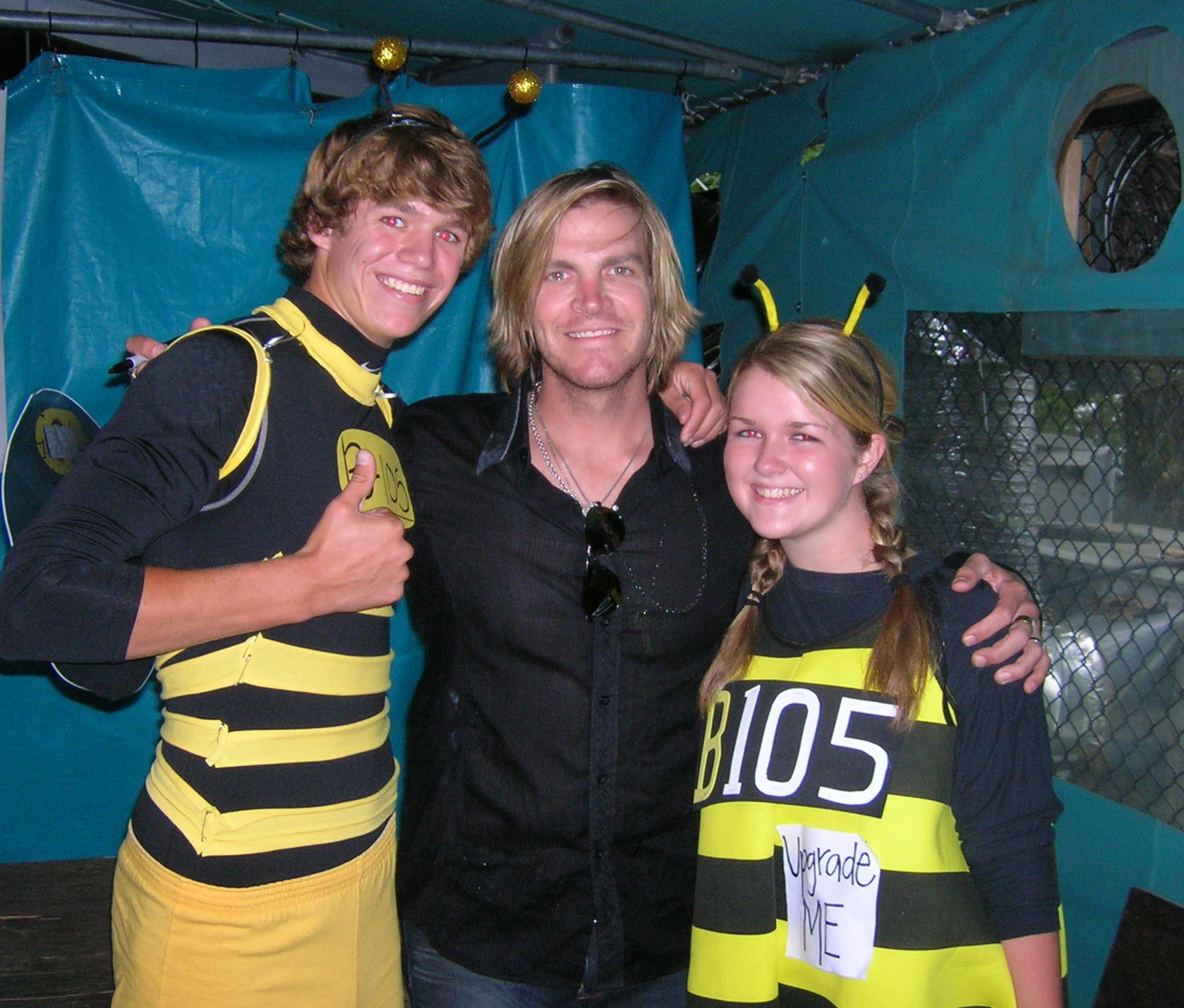
Jack Ingram am 1. September 2006 im Marcus Amphitheatre in Milwaukee mit Fans

Obwohl er sich bereits von frühester Kindheit an für Musik interessierte, begann er erst während seines Psychologiestudiums an der Southern Methodist University in Dallas Gitarre zu spielen. Erste öffentliche Auftritte hatte er im Adair's Club, wo er für freies Essen und Getränke spielte. Schnell verschaffte er sich mit seiner bodenständigen und gradlinigen Musik eine treue Anhängerschaft.
1992 produzierte er in Eigenregie sein erstes Album. Die 1000 Hüllen bestückte er selbst mit CDs und Beilagen. Wenig später folgte Lonesome Questions und schließlich Live at Adair’s. Insgesamt verkaufte er 40.000 Exemplare.

## Karriere
Nashville wurde auf das texanische Talent aufmerksam und nahm ihn Mitte der 1990er Jahre unter Vertrag. 1997 wurde Livin’ or Dyin’ eingespielt, bei dem Steve Earle als Co-Produzent mitwirkte. Ein Teil der Songs wurde von Ingram selbst geschrieben. Während der Produktion seines nächsten Albums fusionierte seine Schallplattenfirma mit einem anderen Label und Ingram verlor seinen Vertrag. Er wechselte zum zu Sony BMG Music Entertainment gehörenden Label Lucky Dog, wo 1999 Hey You produziert wurde. Da er sich mittlerweile in der Szene einen Namen gemacht hatte, konnte er auf die besten Musiker zurückgreifen. Unter anderem wirkte Lee Ann Womack mit.

## Diskografie

### Alben
| Jahr | Titel                   | Höchstplatzierung, Gesamtwochen, AuszeichnungChartplatzierungen (Jahr, Titel, Platzierungen, Wochen, Auszeichnungen, Anmerkungen) | Höchstplatzierung, Gesamtwochen, AuszeichnungChartplatzierungen (Jahr, Titel, Platzierungen, Wochen, Auszeichnungen, Anmerkungen) | Anmerkungen                                      |
| Jahr | Titel                   | US | Country | Anmerkungen                                      |
| ---- | ----------------------- | --- | --- | ------------------------------------------------ |
| 2002 | Electric                | — | Country34 (2 Wo.)Country | Lucky Dog                                        |
| 2007 | This Is It              | US34 (6 Wo.)US | Country4 (30 Wo.)Country | Big Machine                                      |
| 2009 | Big Dreams & High Hopes | US61 (2 Wo.)US | Country21 (8 Wo.)Country | Big Machine                                      |
| 2016 | Midnight Hotel          | — | Country24 (1 Wo.)Country | Rounder                                          |
| 2021 | The Marfa Tapes         | US51 (1 Wo.)US | — | RCA Nashville; mit Miranda Lambert & Jon Randall |

Weitere Alben
- 1995: Jack Ingram (Crystal Clear)
- 1995: Lonesome Questions (Crystal Clear)
- 1997: Livin’ or Dyin’ (Rising Tide)
- 1999: Hey You (Lucky Dog)
- 2004: Young Man (Columbia Nashville)
- 2019: Ridin' High...Again (Beat Up Ford)

### Livealben
| Jahr | Titel                  | Höchstplatzierung, Gesamtwochen, AuszeichnungChartplatzierungen (Jahr, Titel, Platzierungen, Wochen, Auszeichnungen, Anmerkungen) | Höchstplatzierung, Gesamtwochen, AuszeichnungChartplatzierungen (Jahr, Titel, Platzierungen, Wochen, Auszeichnungen, Anmerkungen) | Anmerkungen |
| Jahr | Titel                  | US | Country | Anmerkungen |
| ---- | ---------------------- | --- | --- | ----------- |
| 2006 | Live: Wherever You Are | — | Country33 (13 Wo.)Country |             |

Weitere Livealben
- 1995: Live at Adair’s
- 2000: Unleashed Live (mit Bruce Robison und Charlie Robison)
- 2003: Live at Billy Bob’s Texas
- 2004: Live at Gruene Hall: Happy Happy
- 2005: Acoustic Motel

### EPs
- 2003: Electric: Extra Volts

### Singles
| Jahr | Titel Album                                | Höchstplatzierung, Gesamtwochen, AuszeichnungChartplatzierungen (Jahr, Titel, Album, Platzierungen, Wochen, Auszeichnungen, Anmerkungen) | Höchstplatzierung, Gesamtwochen, AuszeichnungChartplatzierungen (Jahr, Titel, Album, Platzierungen, Wochen, Auszeichnungen, Anmerkungen) | Anmerkungen       |
| Jahr | Titel Album                                | US | Country | Anmerkungen       |
| ---- | ------------------------------------------ | --- | --- | ----------------- |
| 1997 | Flutter Livin’ or Dyin’                    | — | Country51 (10 Wo.)Country |                   |
| 1999 | How Many Days Hey You                      | — | Country64 (1 Wo.)Country |                   |
| 2005 | Wherever You Are Live: Wherever You Are    | US63 (13 Wo.)US | Country1 (35 Wo.)Country |                   |
| 2006 | Love You Live: Wherever You Are            | US87 (6 Wo.)US | Country12 (25 Wo.)Country |                   |
| 2006 | Lips of an Angel This Is It                | US77 (2 Wo.)US | Country16 (20 Wo.)Country |                   |
| 2007 | Measure of a Man This Is It                | — | Country18 (24 Wo.)Country |                   |
| 2007 | Maybe She’ll Get Lonely This Is It         | — | Country24 (22 Wo.)Country |                   |
| 2008 | That’s a Man Big Dreams & High Hopes       | — | Country18 (23 Wo.)Country |                   |
| 2009 | Barefoot and Crazy Big Dreams & High Hopes | US64 (12 Wo.)US | Country10 (25 Wo.)Country |                   |
| 2009 | Seeing Stars Big Dreams & High Hopes       | — | Country54 (6 Wo.)Country | mit Patty Griffin |
| 2010 | Free Big Dreams & High Hopes               | — | Country42 (11 Wo.)Country |                   |
| 2010 | Barbie Doll Big Dreams & High Hopes        | — | Country56 (2 Wo.)Country |                   |

Weitere Singles
- 1997: That’s Not Me
- 1999: Mustang Burn
- 2000: Work This Out
- 2000: Barbie Doll
- 2002: One Thing
- 2003: A Little Bit
- 2003: Keep on Keepin’ On